# Basjkiers-Misjaarse Kozakken

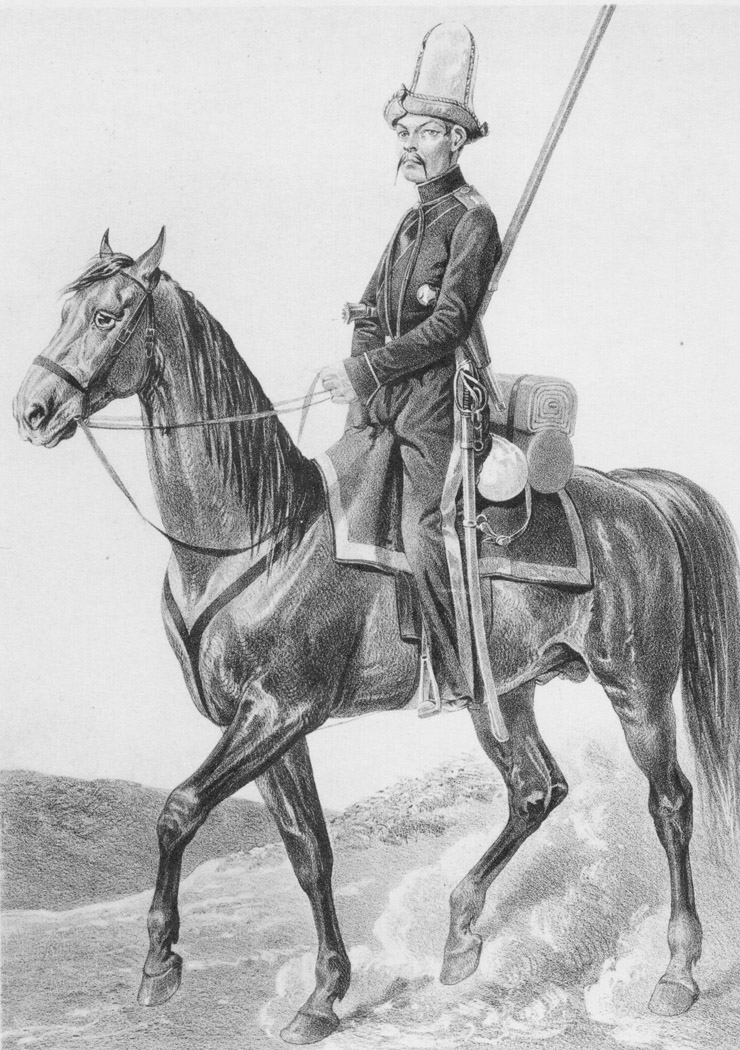
Basjkierse Kozak (mid-19e eeuw)

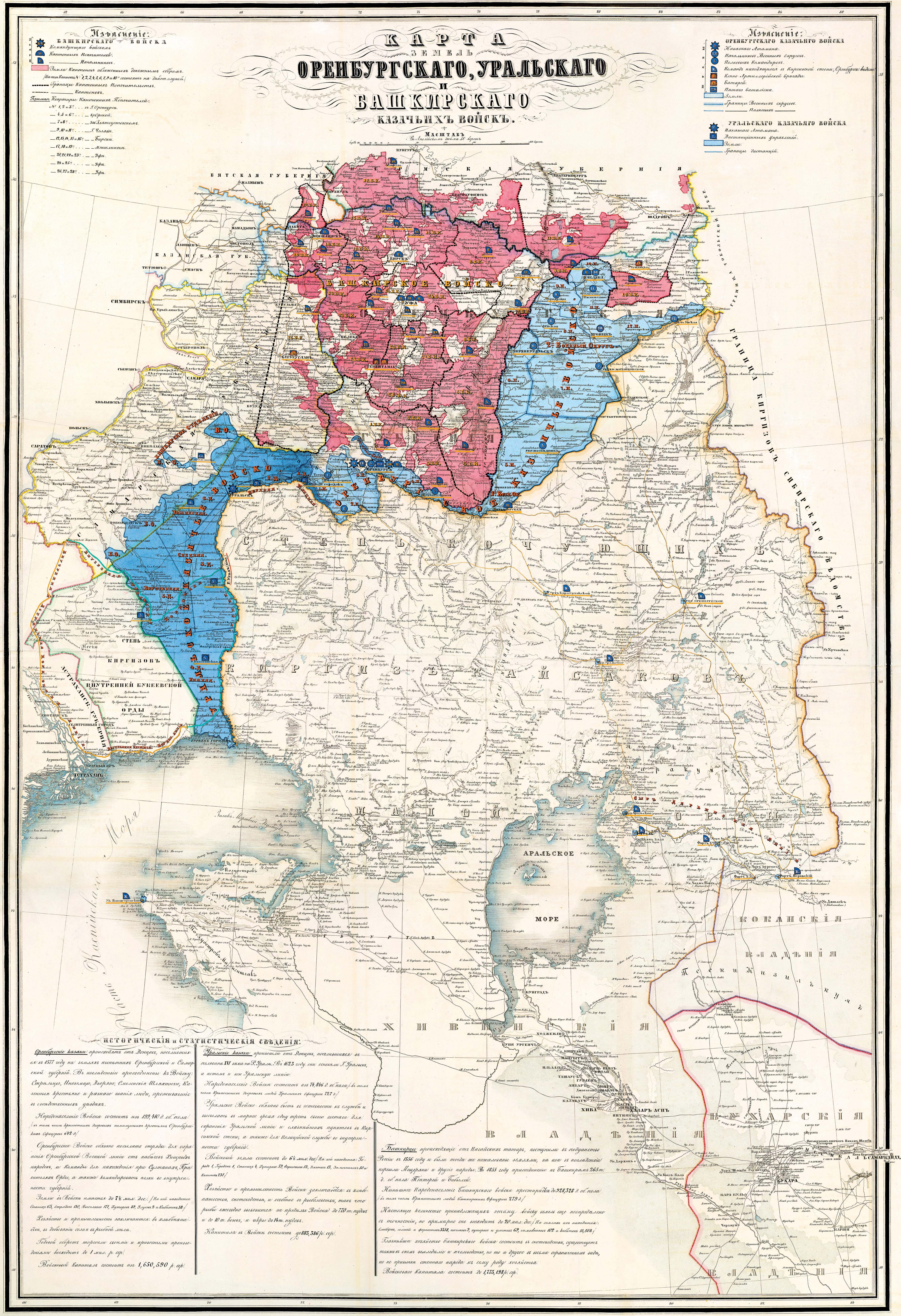
Orenburgse militaire grens:
Oeral-Kozakken
Orenburg-Kozakken
Basjkiers-Misjaarse Kozakken

Het Basjkiers-Misjaarse Legioen, ook: Basjkiers Legioen of Basjkierse Kozakken (Russisch:  Башкирское и Мещеряцкое войско, Башкиро-мещерякское войско, Башкирское войско; Basjkiers: Башҡорт-мишәр ғәскәре; Tataars: Башкорт-мишәр гаскәре)  was een Kozakkenlegioen en niet-reguliere militaire formatie in het gouvernement Orenburg. Het was samengesteld uit Basjkierse en Misjaarse troepen, en omvatte later ook de Teptjaren-regimenten van het gouvernement.

## Geschiedenis
Toen de Basjkieren onderdeel werden van de Russische staat, behielden ze het recht om gewapende groepen te hebben. Basjkierse cavalarie-regimenten vochten sinds de Lijflandse Oorlog aan de kant van Rusland.
Volgens een decreet van 10 april 1798 werd de Basjkierse en Misjaarse bevolking van de regio overgebracht naar een militaire stand, en verplicht om de militaire dienst aan de grens met het Kazachs Kanaat te dragen. De diensttijd duurde van het 20e tot 50e levensjaar, van 4-5 hoven werd afwisselend één persoon aangesteld.
Vóór de inval van Napoleon van 1812 liep de Orenburgse militaire grens van de Tobol tot de Kaspische Zee, door forten verdeeld in vijf secties: Zverinogolovskoje - Verchneoeralsk - Orsk - Orenboerg - Oeralsk - Goerjev aan de Kaspische Zee. Tussen de forten lagen kleinere vestingwerken. Van 1798 tot 1849 leverden de Basjkieren jaarlijks 5.500 mensen op de Orenburg-linie. Naast de Basjkierse Kozakken waren hier ook de Oeral-Kozakken en de Orenburg-Kozakken gelegerd.
De grensdienst van de Basjkieren duurde bijna driehonderd jaar, tot 1840-1850, omdat met de annexatie van het Kazachs Kanaat door Rusland, de grens van het rijk ver ten zuidoosten van Basjkortostan verplaatst werd.
Tot 1834 had het leger nog een eigen ataman, een speciale kanselarij, en de lokale autoriteiten gehoorzaamden de gouverneur van Orenburg. In augustus 1834 werd kolonel S.T. Tsiolkovski als eerste commandant van het Basjkiers-Misjaarse Legioen aangesteld.
In 1850 omvatte het Basjkiers-Misjaarse Legioen 546 duizend Basjkieren en Misjaren, waarbij de Basjkieren 83 % van het totaal vormden. Op 22 februari 1855 werden de Teptjaren-regimenten, bestaande uit 266.000 Teptjaren en Bobylen, opgenomen in het Basjkiers-Mesjaarse Legioen. Op 31 oktober 1855 werd de naam gewijzigd in het Basjkierse Legioen. In 1858 was het leger 834.000 man sterk. 
In 1860 bevond het Basjkierse Legioen zich in alle oejezden van het gouvernement Orenburg;  in de oejezden Krasno-oefimsk, Jekaterinburg, Sjadrinsk en Osa van het gouvernement Perm; Jelaboega en Sarapoel in het gouvernement Vjatka; Boegoelma, Boezoeloek en Boegoeroeslan in het gouvernement Samara.
Op 14 mei 1863 werden de Basjkieren, Misjaren, Teptjaren en Bobylen overgebracht naar de burgerlijke administratie, en 2 juli 1865 werd het legioen opgeheven.

### Campagnes
Naast de verdediging van de Orenburg-linie nam het legioen met 28 regimenten deel aan de strijd tegen de Franse invasie van 1812 en de daaropvolgende buitenlandse campagnes van 1813-1814. 

#### Basjkierse Kozakken in Nederland

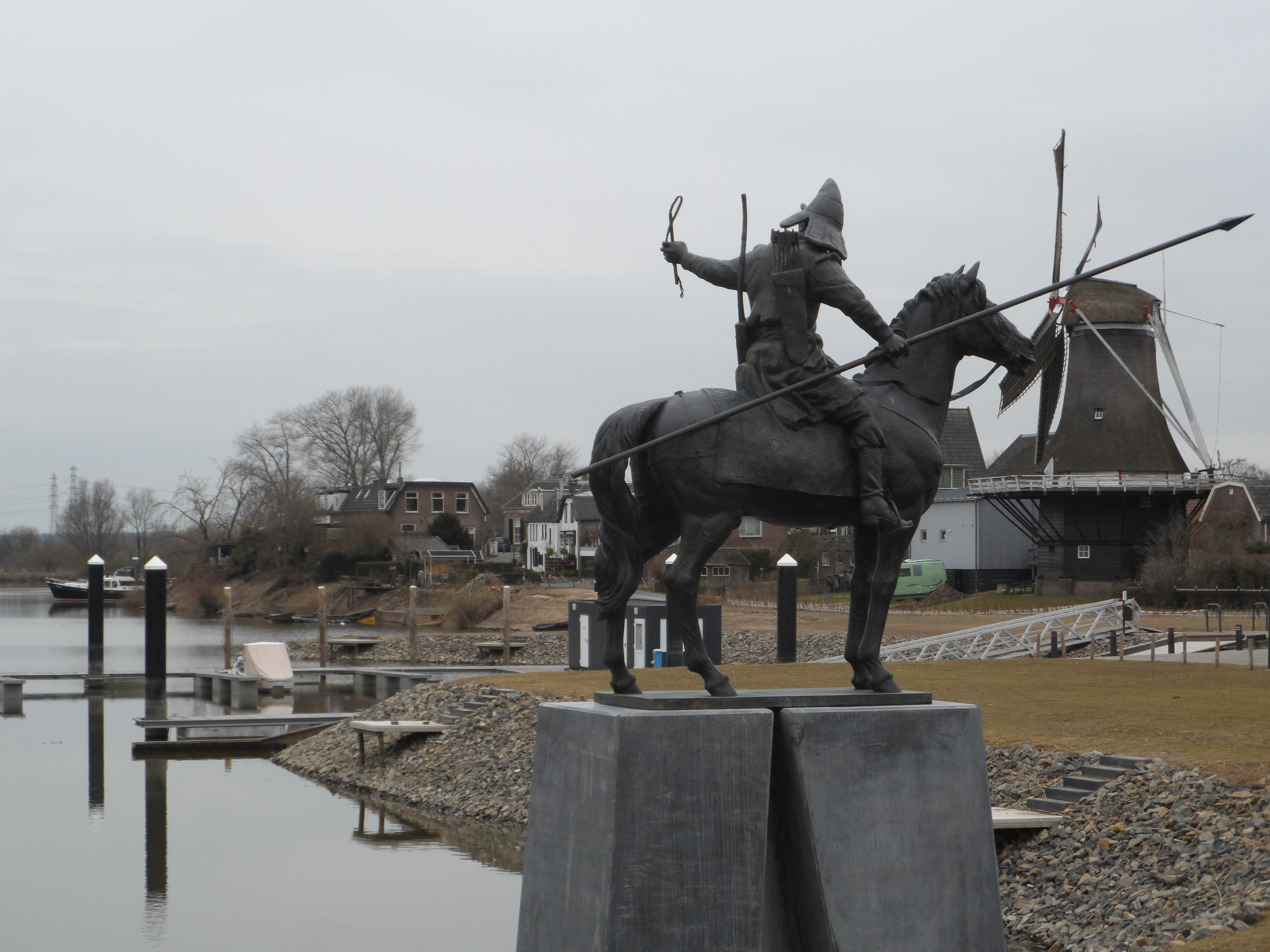
Standbeeld Basjkierse strijder in Veessen

In 1813 hielpen de Basjkierse Kozakken, als onderdeel van de Russische en Pruisische troepen, om Napoleons troepen uit Nederland te verdrijven. Op zijn vlucht uit Rusland werd het uitgeputte Franse leger voortdurend op de hielen gezeten door Russische en geallieerde troepen, waaronder eenheden van Basjkierse Kozakken. Na de slag bij Leipzig trokken de troepen via Duitsland en Holland naar Frankrijk om de Franse overheerser te verslaan. Bij de opmars vormde de IJssel echter een natuurlijke barrière. De Baltisch-Russische generaal Alexander von Benckendorff gaf in november 1813 opdracht om tussen Wijhe en Veessen een schipbrug over de IJssel te leggen met behulp van meer dan twintig beurtschepen. Zo konden de driehonderd strijders met hun paarden de overkant bereiken. Zij vervolgden hun weg via Harderwijk naar Amsterdam, waar ze de Fransen verjoegen. Vanuit Amsterdam werden de Fransen vervolgens verder zuidwaarts gedreven en zo werd heel Nederland bevrijd. Ter herinnering hieraan staat er sinds 2018 een standbeeld van een Basjkier te paard aan de IJssel bij Veessen.

#### Latere campagnes
Het Basjkierse Legioen nam deel aan de Russisch-Turkse Oorlog van 1828-1829 (2 regimenten), De expeditie tegen het Kanaat Xiva van 1839-1840 en de Kokand-campagnes van 1852 en 1853 tijdens de Russische verovering van Centraal-Azië, en de Krimoorlog van 1853-1856. (2 regimenten). Voor hun moed bij de verdediging van de Baltische kust tegen de Anglo-Franse landingen werd het personeel van de 1e en 3e Basjkierse regimenten van het legioen onderscheiden, en veel soldaten kregen medailles "Ter nagedachtenis van de oorlog van 1853-1856". 